# پارک آبی سوزو
پارک آبی سوزو یک پارک آبی واقع در لاهور، پنجاب، پاکستان است که در سال ۱۹۸۷ افتتاح شد. این بزرگ‌ترین پارک آبی پاکستان است

## تاریخ
این پارک آبی برای اولین بار در ۲۸ می ۱۹۸۷ در تعطیلات مسلمانان عید فطر افتتاح شد. نام این پارک از کلمه یونانی سوزو به معنای «نجات» گرفته شده‌است. مشاور سفر (وبگاه) می‌گوید که این بهترین پارک آبی در لاهور است که «برای غلبه بر گرمای سوزان» مفید است.
پارک آبی سوزو بزرگ‌ترین پارک آبی پاکستان است. دارای پارکینگ برای ۱۰۰۰ وسیله نقلیه و میزبانی رویدادها برای حداکثر ۱۰۰۰۰ نفر است. این پارک آبی در لاهور، پنجاب، پاکستان واقع شده‌است و یکی از معدود پارک‌های تفریحی با تم آبی در شهر لاهور است. دارای بخش مجزا برای بانوان می‌باشد.